# Volk
Volk är ett konceptalbum av den slovenska musikgruppen Laibach, utgivet 2006. Albumet är en samling av 14 låtar, inspirerade av nationalsånger. För varje låt har Laibach tolkat konflikter och frågor inom olika nationer. Exempelvis fokuserar låten Anglia på Englands kamp som kolonistat och Francia är otvivelaktigt inspirerad av kravallerna i Paris 2005.

## Låtar på albumet
1. Germania
2. America
3. Anglia
4. Rossiya
5. Francia
6. Italia
7. España
8. Yisra’el
9. Türkiye
10. Zhonghuá
11. Nippon
12. Slovania
13. Vaticanae
14. NSK